# 請愛我的女朋友
《請愛我的女朋友》（英語：Please Love Her），是一部於2017年上映的青春愛情電影。由張懷秋、項瑾、梁正群領銜主演，台灣於2017年10月20日上映。

## 演員列表

### 主要演員
| 演員姓名 | 角色名稱 | 介紹 |
| 張懷秋   | 許樂     | 暗戀大學同學蕭蓓許久，但是卻因為堂哥許治搶先一步告白，所以退而默默守護著蕭蓓。大學畢業後，與蕭蓓合開了婚顧公司。 |
| 項瑾     | 蕭蓓     | 「幸福種子工作室」老闆娘。天真浪漫、迷糊、少根筋的個性，總是會激起男生想保護她的慾望。                           |
| 梁正群   | 許治     | 許樂的堂哥，蕭蓓的男友。                                                                                         |

### 其他演員
| 演員姓名 | 角色名稱 | 介紹 |
| 謝佳見   | 余彥     | 秀秀的前男友。但因為個性固執、強硬，和秀秀遲遲未分手。                                                             |
| 張書豪   | 白佑青   | 過去在學校是風雲人物，但是因為個性挑剔、愛碎碎念，使他遲遲交不到女朋友。但是其實在他的心中，一直都住著那個「她」。 |
| 薛仕凌   | 羅倫斯   | 許樂的好友。富二代，有王子病。                                                                                     |
| 夏如芝   | 秀秀     | 蕭蓓和許樂的大學同學。不擅長分手。                                                                                 |
| 詹子晴   | 小芳     | 剛畢業的社會新鮮人，來到「幸福種子工作室」工作。浪漫主義者，喜歡大驚小怪。                                         |
| 李佳豫   | 小梅     | 羅倫斯的秘書。18歲就到他們家工作了。                                                                               |
| 王凱蒂   | 珊兒     | 家裡的獨生女，從小就被寵壞。                                                                                       |
| 謝其文   | 朋哥     | 「幸福種子工作室」精明能幹的管家“婆”。                                                                             |
| 張國棟   | 陳老爹   | 開修鞋店，與女兒珊兒相依為命，並非常地寵她。                                                                       |
| 譚艾珍   | 羅奶奶   | 羅倫斯的奶奶。 |
| 吳佳珊   | 白媽媽   | 白佑青的媽媽。家裡開了蜜棗園。                                                                                     |

## 外部連結
- 請愛我的女朋友的Facebook專頁
- 香港影庫上《請愛我的女朋友》的資料（繁體中文）
- 互联网电影数据库（IMDb）上《請愛我的女朋友》的资料（英文）